# Рамін Джаваді
Рамін Джаваді (перс. رامین جوادی; англ. Ramin Djawadi)  — композитор, що створює оркестрову музику для кінофільмів та телевізійних проектів. Народився у 1974 році в Німеччині. Його батько — емігрант із Ірану, що навчався в Мюнхені на хірурга.

## Фільмографія

### Фільми
- 2002 — Техносекс / Teknolust
- 2004 — Провісники бурі / Thunderbirds
- 2004 — Блейд: Трійця / Blade: Trinity
- 2005 — Невидимі діти / All the Invisible Children
- 2006 — Сезон полювання / Open Season
- 2007 — Хто ви, містере Брукс? / Mr. Brooks
- 2007 — Диявол і Деніел Вебстер / Shortcut to Happiness
- 2008 — Мухнемо на Місяць / Fly Me to the Moon
- 2008 — Список контактів / Deception
- 2008 — Залізна Людина / Iron Man
- 2008 — Сезон полювання 2 / Open Season 2
- 2009 — Ненароджений / The Unborn
- 2010 — Битва титанів / Clash of the Titans
- 2010 — Воруши ластами / A Turtle's Tale: Sammy's Adventures
- 2011 — Нічка жахів / Fright Night
- 2012 — Код доступу «Кейптаун» / Safe House
- 2012 — Воруши ластами 2 / A Turtle's Tale 2: Sammy's Escape from Paradise
- 2012 — Невловимі / Red Dawn
- 2013 — Тихоокеанський рубіж / Pacific Rim
- 2014 — Дракула. Невідома історія / Dracula Untold
- 2016 — Робінзон Крузо: Дуже заселений острів / Robinson Crusoe
- 2016 — Warcraft: Початок / Warcraft
- 2016 — Велика стіна / The Great Wall
- 2017 — Гора між нами / The Mountain Between Us
- 2018 — Складки часу / A Wrinkle in Time
- 2018 — Тонка людина / Slender Man
- 2019 — Королівський коргі / The Queen's Corgi
- 2021 — Ремінісценція / Reminiscence
- 2021 — Вічні / Eternals
- 2022 — Uncharted: Незвідане / Uncharted
- 2022 — Боги геві-металу / Metal Lords
- 2022 — Людина з Торонто / The Man from Toronto

### Серіали
- 2005 — 2017 — Втеча з в'язниці / Prison Break
- 2006 — 2006 — Блейд / Blade: The Series
- 2009 — 2010 — Проблиски майбутнього / FlashForward
- 2011 — 2012 — Королі втечі / Breakout Kings
- 2011 — 2019 — Гра Престолів / Game of Thrones
- 2011 — 2016 — В полі зору / Person of Interest
- 2014 — 2017 — Штам / The Strain
- 2016 — 2022 — Край «Дикий Захід» / Westworld
- 2018 — 2023 — Джек Раян / Jack Ryan
- 2020 — 2020 — Дивовижні історії / Amazing Stories
- 2022 — 2024 — Дім Дракона / House of the Dragon
- 2024 — 2024 — Проблема трьох тіл / 3 Body Problem
- 2024 — 2024 — Фолаут / Fallout

### Відеоігри
- 1999 — System Shock 2 / System Shock 2
- 2000 — Thief II: The Metal Age / Thief II: The Metal Age
- 2010 — Медаль за відвагу / Medal of Honor
- 2011 — Shift 2: Unleashed / Shift 2: Unleashed
- 2012 — Медаль за відвагу: Боєць / Medal of Honor: Warfighter
- 2016 — Gears of War 4 / Gears of War 4
- 2019 — Gears 5 / Gears 5
- 2021 — New World / New World
- 2023 — Honor of Kings / 王者荣耀

### Додаткова музика
- 2001 — Наскрізні поранення / Exit Wounds
- 2002 — Машина часу / The Time Machine
- 2002 — К-19 / K-19: The Widowmaker
- 2002 — Еквілібріум / Equilibrium
- 2003 — Пірати Карибського моря: Прокляття «Чорної перлини» / Pirates of the Caribbean: The Curse of the Black Pearl
- 2004 — Передвісники бурі / Thunderbirds
- 2005 — Бетмен: Початок / Batman Begins

## Нагороди та номінації
- 2006 — нагорода Американської спільноти композиторів, авторів та видавців (ASCAP)
- 2008 — номінація на Греммі в категорії «Найкращий саундтрек до серіалу, телесеріалу або іншого проекту»